# Шилингштет
Шилингштет (њем. Schillingstedt) општина је у њемачкој савезној држави Тирингија. Једно је од 55 општинских средишта округа Земерда. Према процјени из 2010. у општини је живјело 259 становника. Посједује регионалну шифру (AGS) 16068047.

## Географски и демографски подаци
Шилингштет се налази у савезној држави Тирингија у округу Земерда. Општина се налази на надморској висини од 146 метара. Површина општине износи 6,5 km². У самом мјесту је, према процјени из 2010. године, живјело 259 становника. Просјечна густина становништва износи 40 становника/km².